# Полиплоид
Полиплоид је телесна ћелија или организам која садржи више од две, односно, полна ћелија са више од једне гарнитуре хромозома. Представља врсту нумеричке аберације хромозома.